# Зайончкувко
Зайончкувко (пол. Zajączkówko) — село в Польщі, у гміні Полчин-Здруй Свідвинського повіту Західнопоморського воєводства.
Населення — 128 осіб (2011).

## Демографія
Демографічна структура станом на 31 березня 2011 року:
|          | Загалом | Допрацездатний вік | Працездатний вік | Постпрацездатний вік |
| -------- | ------- | ------------------ | ---------------- | -------------------- |
| Чоловіки | 63      | 7                  | 50               | 6                    |
| Жінки    | 65      | 12                 | 37               | 16                   |
| Разом    | 128     | 19                 | 87               | 22                   |